# شدة الجص التلمسانية
شدة الجص التلمسانية هي لباس تقليدي جزائري مرتبط بمدينة تلمسان.

### المكونات
تتكون شدة الجص من عصابة المنسوج التي يُربط بها رأس العروس تمهيدا لوضع الجبين أو الجص حيث يحزم بإحكام مع شعر العروس لكي لا يسقط ثم يُوضع الزرارف على الجبين و يُشد بإحكام وعادة ما تكون من نوع المعين أي تبدأ من زروف إلى أربعة مشكلة معينا.
بعد الانتهاء من وضع الزرارف يُغطى الرأس بمنديل ينتهي بأهداب يدعى منديل المنسوج ثم يوضع في الأخير إكسسوارات ذهبية متشكلة من قطع ذهبية متجانسة تتدلى من على حواف الجبين ومنهم من يضيف المذيبح للرقبة (أو كرافش بولحية) وهو سلسلة توضع على الرقبة تتكون من الجوهر الحر.

### الأنواع
عادة ما تلبس شدة الجص على بلوزة المنسوج التلمسانية إلا أن البعض يرتديها مع الكراكو أو الردا التلمساني، كما أنها ليست محصورة في مدينة تلمسان فقط بل تتعداها إلى جل مدن الغرب الجزائري.